# Лас Брасилерас (Хохутла)
Лас Брасилерас (шп. Las Brasileras) насеље је у Мексику у савезној држави Морелос у општини Хохутла. Насеље се налази на надморској висини од 946 м.

## Становништво
Према подацима из 2010. године у насељу је живело 7 становника.

### Хронологија
| Година       | 2000            | 2005 | 2010 |
| ------------ | --------------- | ---- | ---- |
| Становништво | 422 (194 / 228) | 17   | 7    |

### Попис
| # | Индикатор                     | Вредност |
| - | ----------------------------- | -------- |
| 1 | Укупно домаћинстава           | 8        |
| 2 | Укупно насељених домаћинстава | 1        |
| 3 | Величина локације             | 1        |